# Ярцов, Георгий Владимирович
Гео́ргий Влади́мирович Ярцов (Ярцев) (1889—1957) — капитан лейб-гвардии Гренадерского полка, герой Первой мировой войны, участник Белого движения.

## Биография
Из дворян. Среднее образование получил в Санкт-Петербургской 2-й гимназии.
В 1911 году окончил Павловское военное училище, откуда выпущен был подпоручиком в лейб-гвардии Гренадерский полк, с которым и вступил в Первую мировую войну. Пожалован Георгиевским оружием
За то, что в бою в ночь с 5 на 6 ноября 1914 года у д. Задроже, когда австрийцы прорвали наш фронт и вошли в лес, и уже было приказано полку отходить на новые позиции, поручик Ярцов, по своей инициативе, с разведчиками вышел вперед на рекогносцировку, приказав двум ротам его участка оставаться на местах. Ознакомившись с обстановкой, поручик Ярцов скрытно подвел роты почти вплотную к противнику и, дав несколько залпов в упор, сам бросая ручные гранаты, с полным самоотвержением ринулся во главе рот в штыки. Много было австрийцев тут же заколото, часть взята в плен, остальные опрокинуты. Преследуя их штыками и сопровождая, затем, ружейным огнём, он прошел вперед наших оставленных окопов около версты. Когда же противник, усеяв все поле убитыми и ранеными, совершенно скрылся, поручик Ярцов отошел к своим окопам, прочно их занял, оставив впереди сильную разведку. После этого наша пехота, раньше оттесненная противником, вернулась назад и заняла прежнюю укрепленную позицию.
Произведен в поручики 30 июля 1915 года. Удостоен ордена Св. Георгия 4-й степени
За то, что в бою 31 августа 1915 года на позиции у ф. Мариамполь, когда соседние участки были оставлены нашими войсками, он с находившимся под его командой батальоном, несмотря на охват его огнём с фланга и тыла, до конца боя остался на занимаемом им месте и тем способствовал сохранению дивизией её позиции.
Произведен в штабс-капитаны 29 августа 1916 года, в капитаны — 19 апреля 1917 года. В 1918 году — слушатель старшего класса Николаевской военной академии, эвакуированной в Екатеринбург. Входил в офицерскую пятерку, пытавшуюся спасти царскую семью. В 1919 году допрашивался следователем Н. А. Соколовым в качестве свидетеля по делу об убийстве царской семьи. 
Участвовал в Белом движении на Восточном фронте. С 5 мая 1919 года был начальником Екатеринбургской учебной инструкторской школы, а затем начальником школ в Томске и под Читой. На 17 июня 1919 года — подполковник. Участвовал в Сибирском Ледяном походе, в 1920 году — в действующей армии.
В эмиграции в Китае, к 1932 году — в Шанхае. После 1949 года переехал в США. Скончался в 1957 году в Сан-Франциско. Похоронен на Сербском кладбище в Колме. Жена — Мария Александровна, была награждена знаком отличия Военного ордена «За Великий Сибирский поход» 2-й степени (№ 1000).

## Награды
- Георгиевское оружие (ВП 23.05.1916)
- Орден Святого Георгия 4-й ст. (ВП 26.09.1916)